# Western Digital
A Western Digital é uma empresa norte-americana fabricante de Discos Rígidos (HD). A empresa fornece soluções de armazenamento econômicas para pessoas e organizações que coletam, gerenciam e utilizam informações digitais. Os clientes contam com os discos rígidos WD para manterem seus dados seguros e à mão, seja em computadores de mesa, notebooks, dispositivos móveis e portáteis, redes corporativas e aplicativos de entretenimento domésticos.
A WD foi fundada em 1970 e começou a desenvolver e fabricar discos rígidos no início dos anos 80. Com sede em Lake Forest, Califórnia, a empresa emprega aproximadamente 230.000 pessoas ao redor do mundo. As instalações de fabricação estão localizadas na Malásia e na Tailândia, e as instalações de design e projeto estão no Sul e no Norte da Califórnia; há escritórios de vendas no mundo todo. Os produtos de armazenamento da empresa são comercializados para os principais fabricantes de sistemas, revendedores e varejistas selecionados, sob os nomes de marcas Western Digital e WD. As ações comuns da WD estão listadas na Bolsa de Valores de Nova York sob o símbolo WDC.